# IC 4525
IC 4525 ist eine Balken-Spiralgalaxie vom Hubble-Typ SBd im Sternbild Bärenhüter am Nordsternhimmel. Sie ist schätzungsweise 443 Millionen Lichtjahre von der Milchstraße entfernt.
Das Objekt wurde am 25. Juli 1903 von Stéphane Javelle entdeckt.